# Giáo phận Hải Phòng
Giáo phận Hải Phòng (tiếng Latin: Dioecesis Haiphongensis) là một giáo phận Công giáo Rôma ở Việt Nam. Đây là một trong những vùng đất mà những nhà truyền giáo đầu tiên đặt chân đến Việt Nam từ năm 1655..
Vào năm 2017, giáo phận có diện tích khoảng 9.079 km², tương ứng địa bàn thành phố Hải Phòng và tỉnh Quảng Ninh, với khoảng 134.846 giáo dân (chiếm 2,6% dân số) và 92 giáo xứ. Tính đến năm 2022, tổng số linh mục của giáo phận này là 111, trong số này có 108 linh mục triều và 3 linh mục dòng.
Giáo phận hiện đang được cai quản bởi giám mục chính tòa Vinh Sơn Nguyễn Văn Bản (từ năm 2022).

## Lịch sử
Ngày 9 tháng 9 năm 1659, với Sắc chỉ Super Cathedram Principis, Giáo hoàng Alexander VII (1655-1667) thiết lập ở Việt Nam hai Hạt Đại diện Tông Tòa: Đàng Ngoài và Đàng Trong. Vùng đất Hải Phòng, Hải Dương lúc này đã những giáo xứ quan trọng ở Đàng Ngoài như Xứ Đoài, Xứ Bắc, Kẻ Sặt.
Năm 1679, Giáo hoàng Innôcentê XI (1676-1689) chia Hạt Đại diện Tông Tòa Đàng Ngoài làm hai: Đông Đàng Ngoài và Tây Đàng Ngoài, lấy sông Hồng và sông Lô làm ranh giới. Linh mục François Deydier Phan, thuộc Hội Thừa sai Paris, được đặt làm Giám mục tiên khởi của Hạt Đại diện (Địa phận_ Đông Đàng Ngoài, lúc đó Toà Giám mục thường ở Phố Hiến; sau đời Giám mục Deydier, Toà Giám mục thường đặt ở vùng Bùi Chu, đôi khi ở Kẻ Sặt, Hải Dương.
Ngày 5 tháng 9 năm 1848, Giáo hoàng Piô IX (1848-1878) ban Chiếu thư chia tỉnh Nam Định và tỉnh Hưng Yên, lập thành Hạt Đại diện Tông Tòa (Địa phận) Trung, phần đất còn lại giữ tên cũ là Địa phận Đông, do Giám mục Jeronimo Hermosilla Liêm, O.P., giám mục tiên khởi người Tây Ban Nha, coi sóc. Ngày 6 tháng 11 năm 1861, giám mục này tử đạo tại khu Năm Mẫu (Hải Dương). Trong thời Giám mục Liêm, Địa phận có diện tích đất rộng, lúc này giáo dân đã lên tới con số 45.000, ở rải rác trong 327 xứ và họ trên tổng số dân là 3 triệu người. Toà Giám mục khi ở Nam Am, khi ở Kẻ Mốt (thuộc Bắc Ninh ngày nay). Giáo phận Đông đã có các trường Lý Đoán (Đại chủng viện) và La Tinh (Tiểu chủng viện) ở Đông Xuyên, Kẻ Mốt, Tử Nê.
Ngày 29 tháng 5 năm 1883, Giáo hoàng Lêô XIII (1878-1889) công bố Chiếu thư lập Giáo phận Bắc. Phần còn lại gồm các tỉnh Hải Dương (bấy giờ gồm cả Kiến An), Quảng Yên và Hải Ninh (tức Móng Cái), vẫn giữ tên cũ là Giáo phận Đông do Giám mục Jose Terrès Hiến coi sóc. Toà Giám mục đặt ở Hải Dương. Hải Phòng khi ấy là nhiệm sở của Tổng đại diện, nhưng năm 1880, linh mục Tổng Đại diẹn Salvador Masso Tế đã xây nhà thờ Chính tòa.
Năm 1890, Giám mục Terrès Hiến dời Toà Giám mục từ Hải Dương ra Hải Phòng, còn cơ sở Tổng đại diện chính chuyển sang Liễu Dinh một thời gian rồi đưa về Kẻ Sặt. Hàng giáo sĩ năm 1892 có Giám mục Terrès Hiến, 32 linh mục triều, 8 thừa sai, 2 linh mục dòng người Việt, 82 thầy giảng, 20 chủng sinh thần học, 20 chủng sinh triết, 20 tiểu chủng sinh, 281 học sinh trường thử và 41.120 giáo dân.
Ngày 3 tháng 12 năm 1924, Toà Thánh đổi tên Địa phận Đông theo địa hạt hành chính, nơi đặt Toà Giám mục, thành Giáo phận Hải Phòng, lúc bấy giờ do Giám mục Francisco Ruiz de Azua Minh, O.P. (1919-1929) coi sóc.

## Danh sách các giáo xứ
Địa giới giáo phận: phía bắc giáp Tổng giáo phận Nam Ninh (Trung Quốc) và giáo phận Lạng Sơn và Cao Bằng, phía nam giáp giáo phận Thái Bình, phía đông giáp vịnh Bắc Bộ, phía tây giáp giáo phận Bắc Ninh.
Tính đến năm 2021, Giáo phận Hải Phòng 81 linh mục, trông coi 111 giáo xứ được phân chia theo 6 giáo hạt như sau: Hòn Gai, Mạo Khê, Chính Tòa, Nam Am, Hải Dương, Kẻ Sặt

### Giáo hạt Chính Tòa
Giáo hạt Chính Tòa gồm 21 giáo xứ nằm trên địa bàn các xã phường phía đông bắc thành phố Hải Phòng, xếp theo ABC:
1. Giáo xứ An Hải - 33 phố Cấm, phường Gia Viên, thành phố Hải Phòng
2. Giáo xứ An Tân - 24 Trần Nguyên Hãn, phường Lê Chân, thành phố Hải Phòng
3. Giáo xứ An Toàn - Phường Dương Kinh, thành phố Hải Phòng
4. Giáo xứ Cựu Viên - Phường Kiến An, thành phố Hải Phòng
5. Giáo xứ Đồng Giá - Phường Thiên Hương, thành phố Hải Phòng
6. Giáo xứ Gia Thước - Phường Bạch Đằng, thành phố Hải Phòng
7. Giáo xứ Chính Toà - 46 Hoàng Văn Thụ, phường Hồng Bàng, thành phố Hải Phòng
8. Giáo xứ Hàng Kênh - 116 Lạch Tray, phường Gia Viên, thành phố Hải Phòng
9. Giáo xứ Hữu Quan - Phường Thủy Nguyên, thành phố Hải Phòng
10. Giáo xứ Lãm Hà - Phường Kiến An, thành phố Hải Phòng
11. Giáo xứ Lão Phú - Xã Kiến Hải, thành phố Hải Phòng
12. Giáo xứ Lập Lễ - Phường Nam Triệu, thành phố Hải Phòng
13. Giáo xứ Lương Khê - Phường Hải An, thành phố Hải Phòng
14. Giáo xứ My Sơn - Phường Bạch Đằng, thành phố Hải Phòng
15. Giáo xứ Nam Pháp - Phường Gia Viên, thành phố Hải Phòng
16. Giáo xứ Quỳnh Hoàng - Phường An Dương, thành phố Hải Phòng
17. Giáo xứ Thư Trung - Phường Hải An, thành phố Hải Phòng
18. Giáo xứ Thuỷ Giang - Phường Hưng Đạo, thành phố Hải Phòng
19. Giáo xứ Thủy Trang - Đồng Giới - Phường Hải An, thành phố Hải Phòng
20. Giáo xứ Trang Quan - Phường An Hải, thành phố Hải Phòng
21. Giáo xứ Xâm Bồ - Phường Hải An, thành phố Hải Phòng

### Giáo hạt Nam Am
Giáo hạt Nam Am gồm 26 giáo xứ nằm trên địa bàn các xã phía đông nam thành phố Hải Phòng, xếp theo ABC:
1. Giáo xứ An Cầu - Xã Vĩnh Thuận, thành phố Hải Phòng
2. Giáo xứ An Quý - Xã Vĩnh Hải, thành phố Hải Phòng
3. Giáo xứ Bạch Xa - Xã Chấn Hưng, thành phố Hải Phòng
4. Giáo xứ Duyên Lão - Xã Tiên Minh, thành phố Hải Phòng
5. Giáo xứ Đông Côn - Xã Tiên Minh, thành phố Hải Phòng
6. Giáo xứ Đông Xuyên - Xã Tân Minh, thành phố Hải Phòng
7. Giáo xứ Hội Am - Xã Vĩnh Am, thành phố Hải Phòng
8. Giáo xứ Khúc Giản - Xã An Trường, thành phố Hải Phòng
9. Giáo xứ Kim Côn - Xã An Hưng, thành phố Hải Phòng
10. Giáo xứ Liêm Khê - Xã Vĩnh Am, thành phố Hải Phòng
11. Giáo xứ Liễu Dinh - Xã An Trường, thành phố Hải Phòng
12. Giáo xứ Nam Am - Xã Vĩnh Am, thành phố Hải Phòng
13. Giáo xứ Suý Nẻo - Xã Chấn Hưng, thành phố Hải Phòng
14. Giáo xứ Tân Am - Xã Vĩnh Am, thành phố Hải Phòng
15. Giáo xứ Tân Hưng - Xã Chấn Hưng, thành phố Hải Phòng
16. Giáo xứ Thanh Giáo - Xã Vĩnh Hải, thành phố Hải Phòng
17. Giáo xứ Thiết Tranh - Xã Vĩnh Thuận, thành phố Hải Phòng
18. Giáo xứ Thủy Giang Mẫu - Xã An Trường, thành phố Hải Phòng
19. Giáo xứ Tiên Am - Xã Vĩnh Am, thành phố Hải Phòng
20. Giáo xứ Tiên Đôi - Xã Tân Minh, thành phố Hải Phòng
21. Giáo xứ Trung Nghĩa - Xã Vĩnh Hòa, thành phố Hải Phòng
22. Giáo xứ Vạn Hoạch - Xã Vĩnh Am, thành phố Hải Phòng
23. Giáo xứ Văn Khê - Xã An Hưng, thành phố Hải Phòng
24. Giáo xứ Xuân Điện - Xã Nguyễn Bỉnh Khiêm, thành phố Hải Phòng
25. Giáo xứ Xuân Hòa - Xã Tân Minh, thành phố Hải Phòng
26. Giáo xứ Xuân Quang - Xã Tân Minh, thành phố Hải Phòng

### Giáo hạt Mạo Khê
Giáo hạt Mạo Khê gồm 8 giáo xứ nằm trên địa bàn các phường phía tây tỉnh Quảng Ninh và một phần nhỏ thành phố Hải Phòng, xếp theo ABC:
1. Đại Bát - Phường Trần Nhân Tông, thành phố Hải Phòng
2. Đạo Dương - Phường An Sinh, tỉnh Quảng Ninh
3. Đông Khê - Phường An Sinh, tỉnh Quảng Ninh
4. Đông Tân - Phường Đông Triều, tỉnh Quảng Ninh
5. Mạo Khê - Phường Mạo Khê, tỉnh Quảng Ninh
6. Sông Khoai - Phường Hiệp Hòa, tỉnh Quảng Ninh
7. Trạp Khê - Phường Vàng Danh, tỉnh Quảng Ninh
8. Yên Trì - Phường Hiệp Hòa, tỉnh Quảng Ninh

### Giáo hạt Hòn Gai
Giáo hạt Hòn Gai gồm 12 giáo xứ nằm trên địa bàn các xã, phường phía đông tỉnh Quảng Ninh, xếp theo ABC:
1. Cẩm Phả - Phường Cẩm Phả, tỉnh Quảng Ninh
2. Cô Tô - Đặc khu Cô Tô, tỉnh Quảng Ninh
3. Cửa Ông - Phường Cửa Ông, tỉnh Quảng Ninh
4. Hà Khẩu - Phường Việt Hưng, tỉnh Quảng Ninh
5. Hà Lai - Xã Đầm Hà, tỉnh Quảng Ninh
6. Hải Yên - Phường Móng Cái 3, tỉnh Quảng Ninh
7. Hòn Gai - Phường Hồng Gai, tỉnh Quảng Ninh
8. Ninh Dương - Phường Móng Cái 2, tỉnh Quảng Ninh
9. Thanh Lân - Đặc khu Cô Tô, tỉnh Quảng Ninh
10. Trà Cổ - Phường Móng Cái 1, tỉnh Quảng Ninh
11. Vân Đồn - Đặc khu Vân Đồn, tỉnh Quảng Ninh
12. Xuân Ninh - Phường Móng Cái 1, tỉnh Quảng Ninh

### Giáo hạt Hải Dương
Giáo hạt Hải Dương gồm 22 giáo xứ nằm trên địa bàn các xã, phường trung tâm thành phố Hải Phòng, xếp theo ABC:
1. An Thủy - Phường Nguyễn Đại Năng, thành phố Hải Phòng
2. Đáp Khê - Phường Chí Linh, thành phố Hải Phòng
3. Đồng Xá - Xã Kim Thành, thành phố Hải Phòng
4. Hải Dương - 100 Trần Hưng Đạo, phường Hải Dương, thành phố Hải Phòng
5. Hải Ninh - Xã An Thành, thành phố Hải Phòng
6. Hào Xá - Xã Thanh Hà, thành phố Hải Phòng
7. Kim Bào - Phường Nhị Chiểu, thành phố Hải Phòng
8. Kim Bịch - Xã Trần Phú, thành phố Hải Phòng
9. Kim Lai - Phường Hải Dương, thành phố Hải Phòng
10. Mạn Nhuế - Xã Nam Sách, thành phố Hải Phòng
11. Mức Cầu - Xã Thái Tân, thành phố Hải Phòng
12. Mỹ Động - Phường Nguyễn Đại Năng, thành phố Hải Phòng
13. Nghĩa Xuyên - Xã Kim Thành, thành phố Hải Phòng
14. Nhan Biều - Xã Hà Đông, thành phố Hải Phòng
15. Nhân Nghĩa - Phường Nam Đồng, thành phố Hải Phòng
16. Phú Tảo - Phường Thạch Khôi, thành phố Hải Phòng
17. Quảng Đạt - Xã An Thành, thành phố Hải Phòng
18. Tân Kim - 36 Tân Kim, phường Lê Thanh Nghị, thành phố Hải Phòng
19. Thắng Yên - Xã Lai Khê, thành phố Hải Phòng
20. Trung Hà - Xã Hợp Tiến, thành phố Hải Phòng
21. Tư Đa - Phường Nguyễn Đại Năng, thành phố Hải Phòng
22. Văn Mạc - Xã Hà Nam, thành phố Hải Phòng

### Giáo hạt Kẻ Sặt
Giáo hạt Kẻ Sặt gồm 22 giáo xứ nằm trên địa bàn các xã phía tây thành phố Hải Phòng và một phần nhỏ tỉnh Hưng Yên, xếp theo ABC:
1. Ba Đông - Xã Trường Tân, thành phố Hải Phòng
2. Bình Hoàng - Xã Tân An, thành phố Hải Phòng
3. Bùi Hòa - Xã Hồng Châu, thành phố Hải Phòng
4. Bùi Xá - Xã Yên Mỹ, tỉnh Hưng Yên
5. Chỉ Khê - Xã Mao Điền, thành phố Hải Phòng
6. Đại Lộ - Xã Nguyên Giáp, thành phố Hải Phòng
7. Đào Xá - Xã Phạm Ngũ Lão, tỉnh Hưng Yên
8. Đầu Lâm - Xã Nguyễn Lương Bằng, thành phố Hải Phòng
9. Đồng Bình - Xã Khúc Thừa Dụ, thành phố Hải Phòng
10. Đông Lâm - Xã Chí Minh, thành phố Hải Phòng
11. Đồng Vạn - Xã Vĩnh Lại, thành phố Hải Phòng
12. Kẻ Bượi - Xã Trường Tân, thành phố Hải Phòng
13. Kẻ Sặt - Xã Kẻ Sặt, thành phố Hải Phòng
14. Ngọc Lý - Xã Tân Kỳ, thành phố Hải Phòng
15. Phần Lâm - Xã Phạm Ngũ Lão, tỉnh Hưng Yên
16. Phú Lộc - Xã Tuệ Tĩnh, thành phố Hải Phòng
17. Phương Quan - Xã Bắc Thanh Miện, thành phố Hải Phòng
18. Thánh Antôn (An Quý) - Xã Kẻ Sặt, thành phố Hải Phòng
19. Thánh Mátthêu (Quàn) - Xã Thượng Hồng, thành phố Hải Phòng
20. Thánh Phêrô (Đổng Xá) - Xã Kẻ Sặt, thành phố Hải Phòng
21. Thúy Lâm - Xã Nguyễn Lương Bằng, thành phố Hải Phòng
22. Từ Xá - Xã Hải Hưng, thành phố Hải Phòng

## Các danh địa trong giáo phận

### Nhà thờ chính tòa và Tòa Giám mục
Nhà thờ Đức Mẹ Mân Côi ở Hải Phòng được chỉ định làm Nhà thờ chính tòa của giáo phận..

### Thánh địa hành hương
1, Đền thờ bốn thánh tử đạo hải dương, TP Hải Dương - Tỉnh Hải Dương
2, Đền thánh Đức Mẹ mân côi, giáo xứ Nam Am, Vĩnh Bảo - Hải Phòng
3, Đền thờ thánh An Tôn, giáo xứ thánh An Tôn, Bình giang - Hải Dương
4, Đền thờ thánh tâm Chúa Giêsu, giáo xứ Liễu Dinh, An lão - Hải Phòng.

## Các đời Giám mục quản nhiệm
| STT                                   | Tên                                   | Thời gian quản nhiệm                  | Ghi chú                                                 |
| Hạt Đại diện Tông tòa Đông Đàng Ngoài | Hạt Đại diện Tông tòa Đông Đàng Ngoài | Hạt Đại diện Tông tòa Đông Đàng Ngoài | Hạt Đại diện Tông tòa Đông Đàng Ngoài                   |
| ------------------------------------- | ------------------------------------- | ------------------------------------- | ------------------------------------------------------- |
| 1 †                                   | François Deydier Phan                 | 1679-1693                             | Giáo phận Đông Đàng Ngoài                               |
| 2 †                                   | Raimondo Lezzoli Cao                  | 1696-1706                             |                                                         |
| 3 †                                   | Juan Santa Cruz Thập                  | 1716-1721                             |                                                         |
| 4 †                                   | Bottaro Sextris Tri                   | 1716-1737                             |                                                         |
| 5 †                                   | Hilario Jesu Costa Hy                 | 1735-1740                             |                                                         |
| 6 †                                   | Santiago Hernández Hy                 | 1757-1777                             |                                                         |
| 7 †                                   | Manuel Obellar Khâm                   | 1778-1789                             |                                                         |
| 8 †                                   | Feliciano Alonso Phê                  | 1790-1799                             |                                                         |
| 9 †                                   | Delgado Cebrián Hy                    | 1794-1838                             |                                                         |
| 10 †                                  | Domingo Henares Minh                  | 1800-1838                             | Phó Đại diện Tông Tòa Đông Đàng Ngoài (Hiệu tòa Fesseë) |
| 11 †                                  | Jerónimo Hermosilla Liêm              | 1839-1861                             |                                                         |
| 12 †                                  | Domingo Martí Gia                     | 1847-1848                             |                                                         |
| 13 †                                  | Hilarión Alcázar Hy                   | 1848-1870                             |                                                         |
| 14 †                                  | Antonio Colomer Lễ                    | 1870-1883                             |                                                         |
| 15 †                                  | José Terrés Hiến                      | 1874-1906                             |                                                         |
| 16 †                                  | Nicasio Arellano Huy                  | 1906-1919                             |                                                         |
| 17 †                                  | Ruiz de Azúa Ortiz de Zárate          | 1917-1924                             |                                                         |
| Hạt Đại diện Tông tòa Hải Phòng       |                                       |                                       |                                                         |
|                                       | Ruiz de Azúa Ortiz de Zárate          | 1924-1929                             |                                                         |
| 18 †                                  | Alejandro García Fontcuberta          | 1930-1933                             | Giáo phận Hải Phòng                                     |
| 19 †                                  | Francisco Gomez de Santiago Lễ        | 1932-1952                             |                                                         |
| 20 †                                  | Giuse Trương Cao Đại                  | 1953-1960                             |                                                         |
| 21 †                                  | Phêrô Maria Khuất Văn Tạo             | 1955-1960                             |                                                         |
| Giáo phận Hải Phòng                   |                                       |                                       |                                                         |
|                                       | Phêrô Maria Khuất Văn Tạo             | 1960-1977                             |                                                         |
| *                                     | Trống tòa                             | 1977-1979                             |                                                         |
| 22 †                                  | Giuse Maria Nguyễn Tùng Cương         | 1979-1999                             |                                                         |
| *                                     | Trống tòa                             | 1999-2002                             | Linh mục Đa Minh Nguyễn Chấn Hưng, Giám quản giáo phận. |
| 23                                    | Giuse Vũ Văn Thiên                    | 2003-2018 2018-2022                   | Giám mục chính tòa Giám quản Tông Tòa                   |
| 24                                    | Vinh Sơn Nguyễn Văn Bản               | 2022-nay                              |                                                         |

Ghi chú:
- : Giám mục chính tòa
- : Giám mục phó, Giám mục phụ tá hoặc Đại diện Tông Tòa
- : Giám quản Tông Tòa